# Socket G34
Socket G34 es un zócalo de procesador del tipo LGA diseñado por AMD para soportar los procesadores con diseño de módulo multichip para servidores AMD Opteron serie 6000. G34 fue lanzado el 29 de marzo de 2010, junto con la agrupación inicial de procesadores Opteron 6100 diseñados para este zócalo. Este zócalo soporta cuatro canales de memoria DDR3 SDRAM, dos para cada chip en el encapsulado del procesador de 1944 pines. El zócalo G34 está disponible en configuraciones de hasta cuatro zócalos, que es un cambio de los procesadores para el Socket F, que soportan configuraciones de hasta ocho zócalos. Sin embargo, cuatro procesadores de zócalo G34 tienen ocho chips, que es idéntico a lo que tienen ocho procesadores de zócalo F. AMD Declinó extender el uso del zócalo G34 a configuraciones de ocho zócalos citando la disminución de la demanda del mercado por plataformas con más de 4 zócalos. AMD apuntaba con el zócalo G34 al mercado de gama alta de dos zócalos y el mercado de plataformas de cuatro zócalos. El mercado de las plataformas de gama baja de dos zócalos era atendido por procesadores con diseño de chip monolítico que usaban el Socket C32, con la mitad del número de núcleos que los procesadores de zócalo G34 equivalentes.
Tanto el zócalo G34 y  el C32 fueron reemplazados en el año 2017 por el Socket SP3 para servidores de configuración 1-CPU y dual-CPU, compatible con los procesadores Epyc basados en la microarquitectura Zen, sucesores de todas las familias de procesadores Opteron.

## Desarrollo
El zócalo G34 originalmente comenzó como Socket G3 , que utilizaba la tecnología G3MX para ampliar la capacidad de memoria. El zócalo G3 y G3MX fueron cancelados por completo y se reemplazaron con el zócalo G34..

## Procesadores compatibles

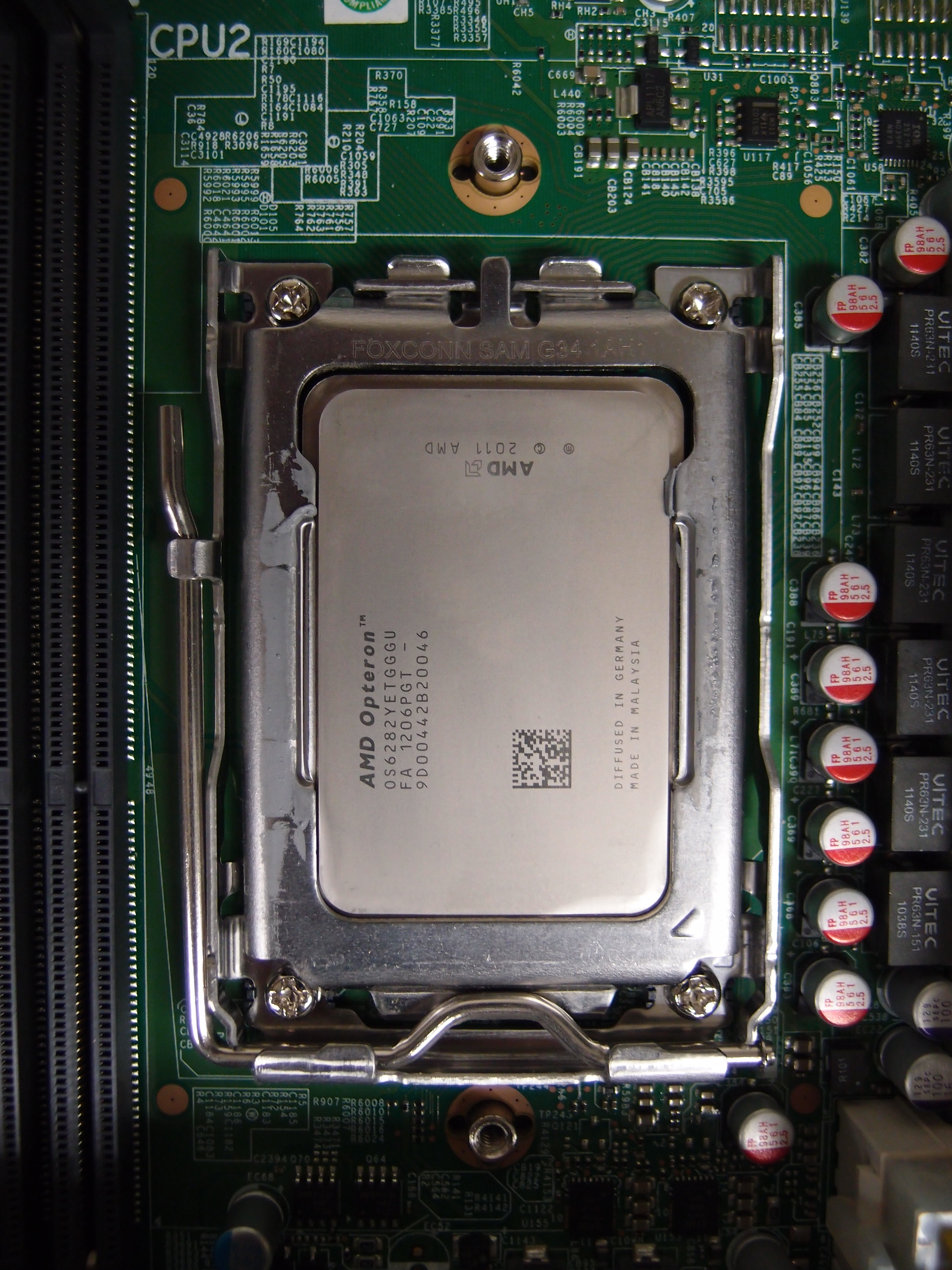
Un Opteron 6282 SE en un zócalo G34.

El zócalo  G34 fue introducido en marzo de 2010 con los procesadores Opteron serie 6100 "Magny-Cours" basados en K10 de 8 y 12 núcleos. G34 también soporta los procesadores Opteron serie 6200 "Interlagos" basados en Bulldozer de 4,8,12 y 16 núcleos y los procesadores Opteron serie 6300 "Abu Dhabi" basados en Piledriver de 4,8,12 y 16 núcleos.